# Paul Rouaix
Paul Rouaix (* 1850; † nach 1941) war ein französischer Kunstkritiker, Romanist und Lexikograf.

## Leben
Rouaix war Romancier, Kunstkritiker, Grammatiker und Lexikograf. Er hat den von Prudence Boissière in der Nachfolge von Peter Mark Roget entwickelten Wörterbuchtyp des „dictionnaire analogique“ (von der Idee zum Wort), ein Begriffswörterbuch eigener Art, so modernisiert, dass er sich unter verschiedenen Titeln von 1898 bis heute auf dem Markt halten konnte und vielfach nachgeahmt wurde (nicht nur in Frankreich, sondern auch in Spanien und in den Vereinigten Staaten).

## Werke
Roman 
- L’agent XIII, 126, Paris 1889

 Kunstkritik 
- Dictionnaire des arts décoratifs à l'usage des artisans, des artistes, des amateurs et des écoles, 2 Bde., Paris 1885, 1900, 1925
- Les styles : 700 gravures classées par époques, Paris 1886
- Histoire des beaux-arts en trente chapitres,  Paris  1901, 1911

 Romanistik 
- Dictionnaire-manuel-illustré des idées suggérées par les mots contenant tous les mots de la langue française groupés d'après le sens, Paris 1898; 31. Auflage 1971, 2004; andere Titel: Trouver le mot juste. Dictionnaire des idées suggérées par les mots, 1897 (zuletzt 2009)
- Grammaire élémentaire. Théorie et exercices, Toulouse 1911, (bis 1934)
- Grammaire préparatoire. Théorie et exercices, Toulouse 1912, (bis 1941)